# Expedice tisíce
Expedice tisíce (italsky Spedizione dei Mille) bylo vojenské tažení vedené revolucionářem Giuseppem Garibaldim v roce 1860. Dobrovolnické vojsko porazilo Království obojí Sicílie vedené Bourbony, které bylo anektováno Sardinským královstvím, což byl důležitý krok ke sjednocení Itálie.
Expedice se účastnil i pozdější italský spisovatel Giuseppe Cesare Abba, který o ní napsal své nejvýznamnější dílo, Da Quarto al Volturno: Noterelle d’uno dei Mille (doslova „Z Quarta k Volturnu: Poznámky jednoho z tisíce“).